# Mojš
Mojš este o comună slovacă, aflată în districtul Žilina din regiunea Žilina, pe malul râului Váh. Localitatea se află la altitudinea de 346 m deasupra n.m., se întinde pe o suprafață de 2,59 km2 și în 2017 număra 1.086 de locuitori.

## Istoric
Localitatea Mojš este atestată documentar din 1270.

## Demografie
| An:                | 1994 | 2004   | 2014     | 2024    |
| ------------------ | ---- | ------ | -------- | ------- |
| Număr de persoane: | 490  | 450    | 924      | 1496    |
| Diferență:         |      | −8,16% | +105,33% | +61,90% |

| An:                | 2023 | 2024   |
| ------------------ | ---- | ------ |
| Număr de persoane: | 1450 | 1496   |
| Diferență:         |      | +3,17% |